# Los Vatos Locos
Los Vatos Locos – minialbum studyjny krakowskiego rapera o pseudonimie Karramba. Został wydany w 1997 roku nakładem wytwórni Star Maker w formie kasety.
Album uzyskał status złotej płyty oraz sprzedał się w nakładzie 80 tysięcy egzemplarzy.

## Lista utworów
1. „Los Vatos Locos (video mix)” – 3:52
2. „Baltazar Drugi” – 5:16
3. „Mój Styl (natural born words mix)” – 4:37
4. „A.I.D.S.” – 3:28
5. „Los Vatos Locos (hard mix)” – 4:32
6. „Bang!!! Bang!!!” – 5:04
7. „Karramba Lajf” – 7:29
8. „Drugs Story III” – 5:11
9. „Los Vatos Locos (rapuj sam!!!)” – 3:52